# إيرني توك
إيرني توك (بالإنجليزية: Ernie Tuck)‏ هو رياضياتي أسترالي، ولد في 1 يونيو 1939 في أديلايد في أستراليا، وتوفي بنفس المكان في 11 مارس 2009.